# Pronesopupa
Pronesopupa é um género de gastrópode  da família Pupillidae.
Este género contém as seguintes espécies:
- Pronesopupa acanthinula
- Pronesopupa boettgeri
- Pronesopupa frondicella
- Pronesopupa hystricella
- Pronesopupa incerta
- Pronesopupa lymaniana
- Pronesopupa molokaiensis
- Pronesopupa orycta
- Pronesopupa sericata

- Wikispecies